# Jonathan Dayton (homme politique)
Pour les articles homonymes, voir Jonathan Dayton.
Jonathan Dayton (16 octobre 1760 — 9 octobre 1824) était un homme politique américain du New Jersey. 
Il fut la plus jeune personne à signer la Constitution des États-Unis d'Amérique et un membre de la Chambre des représentants des États-Unis — siégeant en tant que troisième Président de la Chambre des représentants des États-Unis — et plus tard, du Sénat des États-Unis.
Dayton a été arrêté en 1807 pour trahison en relation avec le complot d'Aaron Burr. Il n'a jamais été jugé, mais sa carrière politique n'en sortit pas indemne.